# Final Fight
Final Fight (ファイナルファイト, Fainaru Faito) é uma série de videogames do gênero beat'em up da Capcom, que começou com o lançamento de Final Fight em 1989. Situado na fictícia Metro City, os jogos se concentram em um grupo de vigilantes heroicos que lutam contra o controle e várias ameaças de gangues criminosas, principalmente a Mad Gear. A série vendeu 3,2 milhões de unidades em todo o mundo em 31 de dezembro de 2019.

## Jogos da série

### Final Fight
O Final Fight original foi seguido por duas sequências para o Super Nintendo: Final Fight 2 em 1993 e Final Fight 3 (Final Fight Tough no Japão) em 1995. As sequelas foram produzidas especificamente para o mercado de console doméstico pela divisão de consumidores da Capcom sem versões anteriores para arca. O Final Fight original para o Super Nintendo incluiu os personagens jogáveis Haggar e Cody, mas não incluiu Guy, e também omitiu o recurso de dois jogadores; uma versão atualizada de 1992, Final Fight Guy, incluía Guy, mas não Cody, mas ainda não possuía o recurso para dois jogadores. Uma paródia do jogo original, intitulada Mighty Final Fight, foi lançada para o NES e apresentava versões infantis "super deformadas" ou "chibi" dos personagens originais do Final Fight. Um jogo de luta spin-off em 3D, Final Fight Revenge, foi lançado para o hardware de arcada Titan da Sega em 1999, seguido por uma versão doméstica apenas para o Sega Saturn no Japão. Uma sequência 3D intitulada Final Fight: Streetwise foi lançada em 2006 para o PlayStation 2 e Xbox.

### Outros jogos
O videogame Captain Commando se passa em uma versão futura do Metro City. Vários personagens de Final Fight ressurgiram como personagens jogáveis nos jogos posteriores de Street Fighter e outros jogos competitivos da Capcom: Guy e Sodom apareceram em Street Fighter Alpha em 1995, seguidos por Rolento em Street Fighter Alpha 2 em 1996 e Cody em Street Fighter Alpha 3 em 1998. O tema de Guy é um remix da música do estágio de abertura de Final Fight, enquanto seu estágio em Street Fighter Alpha 2 apresenta várias participações especiais de personagens de Final Fight, como Cody, Haggar e alguns personagens inimigos. Andore reapareceria como personagem jogável em Street Fighter III 2nd Impact, sob o nome Hugo, em 1997. Ele é acompanhado por Poison como seu gerente. Ambos reapareceriam em SNK vs. Capcom: SvC Chaos de 2003, que também apresenta as aparições dos dois primeiros chefes do Final Fight, Damnd e Sodom, no final de Chun-Li. Cody e Guy são personagens jogáveis em Super Street Fighter IV, enquanto Hugo está em uma participação especial no palco e uma grande estátua de Mike Haggar também aparece no jogo, lançada em 2010. O tema musical de Cody é um remix da canção de introdução de Final Fight. Há também uma roupa para download de Mike Haggar para Zangief em Street Fighter IV. Rolento foi considerado um personagem jogável para Super Street Fighter IV, mas foi superado por Adon, pois ele tinha um pouco mais de interesse. Mais tarde, ele apareceu em Ultra Street Fighter IV, ao lado de Hugo e Poison. No entanto, o canteiro de obras de sua batalha contra o chefe é um dos estágios. O estágio de bônus de vandalização de carros foi mais tarde usado nas primeiras versões de Street Fighter II. Em Super Street Fighter IV, se Cody ou Guy estão vandalizando o carro na fase de bônus, um membro do Mad Gear, Bred aparecerá e reclamará, da mesma maneira que ele faz em Final Fight. Abigail, Cody, Lucia e Poison aparecem como personagens jogáveis via DLC em Street Fighter V.
O personagem Mike Haggar aparece como lutador em Saturday Night Slam Masters e suas duas sequências, Muscle Bomber Duo e Slam Masters II: Ring of Destruction, com sua filha Jessica aparecendo ao lado dele. Guy é um personagem jogável em Capcom Fighting Jam, enquanto Cody, Haggar, Jessica, Hugo e Sodom aparecem no jogo como personagens especiais. Guy e Mike Haggar são personagens jogáveis no crossover publicado pela Namco, Namco x Capcom, que foi lançado apenas para o PlayStation 2 no Japão. Nele, Guy está emparelhado com Sho, também conhecido como Ginzu, o Ninja, do Captain Comando. Mike Haggar é um personagem jogável em Marvel vs. Capcom 3: Fate of Two Worlds, onde foi o primeiro personagem da série Final Fight a ser destaque na série Marvel vs. Capcom. No jogo, há também um estágio que ocorre em Metro City, com a gangue Mad Gear lutando com a polícia em segundo plano. Haggar retorna na sequência do jogo, Marvel vs. Capcom: Infinite, onde agora é o prefeito de New Metro City, uma fusão de Metro City e da Nova York da Marvel Comics. Hugo, Poison, Cody, Guy e Rolento são personagens jogáveis em Street Fighter X Tekken. Mike Haggar e vários chefes da Mad Gear também podem ser vistos na aparição neste jogo no fundo chamado "Mad Gear Hideout". Maki Genryusai é a única personagem original de Final Fight 2 a aparecer de volta (Carlos, por outro lado, faria apenas uma aparição no final de Alex em Capcom Fighting Evolution). Ela fez sua segunda aparição em videogame no jogo de luta Capcom vs. SNK 2 de 2001, usando muitas das mesmas técnicas de Final Fight 2 como parte de seu cenário. Maki também foi apresentado como um cartão comercial em Card Fighters 2 e em Card Fighter DS. A versão de Capcom vs. SNK 2 de sua personagem também foi destaque nas versões portáteis de Street Fighter Alpha 3, lançadas para Game Boy Advance e PlayStation Portable.

## Lista de personagens
| Personagens    | Final Fight | Final Fight 2 | Final Fight 3 | Mighty   | Revenge  | Streetwise | Total |
| -------------- | ----------- | ------------- | ------------- | -------- | -------- | ---------- | ----- |
| Abigail        | Sim         | Não           | Não           | Sim      | Não      | Não        | 2     |
| Belger         | Sim         | indefinido    | Não           | Sim      | Sim      | Não        | 4     |
| Carlos         | Não         | Playable      | Não           | Não      | Não      | Não        | 1     |
| Cody           | Playable    | indefinido    | Não           | Playable | Playable | Sim        | 5     |
| Damnd/Thrasher | Sim         | Não           | Não           | Sim      | Playable | Não        | 3     |
| Dean           | Não         | Não           | Playable      | Não      | Não      | Não        | 1     |
| Edi. E         | Sim         | Não           | Não           | Não      | Playable | Não        | 2     |
| El Gado        | Sim         | Não           | Não           | Não      | Playable | Não        | 2     |
| Guy            | Playable    | indefinido    | Playable      | Playable | Playable | Sim        | 6     |
| Haggar         | Playable    | Playable      | Playable      | Playable | Playable | Sim        | 6     |
| Hugo/Andore    | Sim         | Sim           | Sim           | Sim      | Playable | Sim        | 6     |
| Kyle           | Não         | Não           | Não           | Não      | Não      | Playable   | 1     |
| Lucia          | Não         | Não           | Playable      | Não      | Não      | Não        | 1     |
| Maki           | Não         | Playable      | Não           | Não      | Não      | Não        | 1     |
| Poison         | Sim         | Não           | Não           | Sim      | Playable | Não        | 3     |
| Rolento        | Sim         | Sim           | Não           | Não      | Playable | Não        | 3     |
| Sodom/Katana   | Sim         | Não           | Não           | Sim      | Playable | Não        | 3     |
| Two.P          | Sim         | Não           | Não           | Não      | Não      | Sim        | 2     |
| Total          | 13          | 8             | 5             | 9        | 11       | 6          |       |

## Outras mídias
A série animada americana de Street Fighter apresentou um episódio baseado em Final Fight no episódio de mesmo nome., que foi ao ar durante a segunda temporada do programa. Adaptando o enredo do jogo, o episódio "Final Fight" se centrou em Cody e Guy se unindo aos principais personagens de Street Fighter, Ryu e Ken para resgatar Jessica da Mad Gear. Embora Guy e Cody fossem os personagens da série Street Fighter, o episódio antecede a primeira aparição de Cody na série como um personagem jogável em Street Fighter Alpha 3 e o descreve em seu design de personagem de Final Fight. O episódio está incluído como conteúdo desbloqueável em Final Fight: Double Impact. Um episódio do show de câmeras escondidas da Nickelodeon em 1991, What Do You Do? apresentou um quiosque do Final Fight que distraiu as crianças ao mencionar informações pessoais sobre elas.
Maki Genryusai aparece em 1996 no mangá Sakura Ganbaru! como um das vários rivais que a personagem titular Sakura Kasugano (de Street Fighter Alpha 2) encontra. A história em quadrinhos de Street Fighter II Turbo da Udon Entertainment apresenta um arco de história suplementar que abrange as edições 6 e 7, centradas nos personagens de Final Fight que foram apresentados na série Street Fighter.

## Recepção
O ator Robin Williams deu o nome ao seu filho de Cody Williams, quando se inspirado no personagem Cody do Final Fight. Em 2010, a Game Informer incluiu na lista das franquias dos jogos adicionando: It's one of many sidescrolling beat-em-ups we'd love to see return, but it's also one of the best.